# Gabriela Ilisie
Gabriela Ilisie este o poetă română.

## Operă
- Noi, Păsările Phoenix, Edago, 2006
- Căutări
- Picături de ploaie
- Fragmente din romanul Călina

A mai publicat:
- Proiect de dezvoltare instituțională. Grupul Școlar DOAMNA CHIAJNA, Edago, 2006

- PRIMUL PAS. Construcție instituțională și comunicare didactică la Grupul Școlar DOAMNA CHIAJNA, Edago, 2006

## Află mai multe
- Fragmente din volumul de versuri Noi, Păsările Phoenix
- Situl Grupului Școlar Doamna Chiajna[nefuncțională]